# Gol Paszin
Gol Paszin (pers. گل پاشين) – wieś w Iranie, w ostanie Azerbejdżan Zachodni. W 2006 roku miejscowość liczyła 266 mieszkańców w 69 rodzinach.